# 世界平和統一家庭連合維持財団
財団法人世界平和統一家庭連合維持財団は、「世界基督教統一神霊協会（現世界平和統一家庭連合）で実施する宣教及び教育事業と同協会の理念実現のための諸活動を支援、補助するための財源を調達し、財団所有の土地、建物、その他財産を管理」することを目的として、1963年に大韓民国で設立された財団である。
おもな事業は以下のとおり。
- 国内外宣教事業、宗教教育事業及び幼稚園、育英事業及び支援事業
- 言論出版事業及び支援事業、医療事業及び支援事業、超教派基督教協会
- 世界平和女性連合、世界平和青年連合、韓国青少年純潔運動本部、鮮文大学校
- 保育園の運営及び支援事業、南北統一運動国民連合、学術研究及び支援事業
- 体育振興宣教及び支援事業、社会奉仕事業及び支援事業
- 営林及び農？畜産事業、宗教葬墓事業、文化芸術事業及び支援事業
- 平和活動と支援事業
- その他法人の目的達成に必要な事業